# Parafia św. Edwarda w Pruszkowie
Parafia Świętego Edwarda w Pruszkowie – rzymskokatolicka parafia należąca do dekanatu pruszkowskiego, archidiecezji warszawskiej, metropolii warszawskiej Kościoła katolickiego w Pruszkowie. Obsługiwana przez księży diecezjalnych.

## Historia
Parafia została erygowana w dniu 1 czerwca 1984.

### Kaplica tymczasowa
14 kwietnia 1984 roku poświęcono kaplicę tymczasową (w 2018 roku w budynku mieściła się hala sportowa i kancelaria parafialna). 

### Kościół parafialny
- Obecny kościół parafialny został wybudowany w latach 1986–1996 według projektu architekta Janusza Trzebuchowskiego, a świątynia została konsekrowana 3 czerwca 2000 roku. W ścianie świątyni znajduje się kamień węgielny poświęcony w czerwcu 1987 roku przez Jana Pawła II.

### Kościół filialny
- Na terenie parafii znajduje się kościół Przemienienia Pańskiego przy Szpitalu Psychiatrycznym w Tworkach wybudowany w latach 1904–1906 jako cerkiew szpitalna, w którym posługę na rzecz szpitala i pobliskich mieszkańców pełnią Ojcowie Kamilianie.

## Proboszczowie
Daty oznaczone kursywą oznaczają zakończenie urzędu z powodu śmierci kapłana.
- Od 1 czerwca 1984 roku do 29 października 2003 roku – ks. Tadeusz Woch
- Od 7 grudnia 2003 roku do 30 czerwca 2007 roku – ks. Krzysztof Kosk
- Od 1 lipca 2007 roku do 30 czerwca 2008 roku – ks. Kacper Kisieliński
- Od 1 lipca 2008 roku do 31 października 2013 roku – ks. Zenon Tomczak
- Od 1 grudnia (26 października) 2013 roku – ks. Robert Kamiński

## Linki zewnętrzne

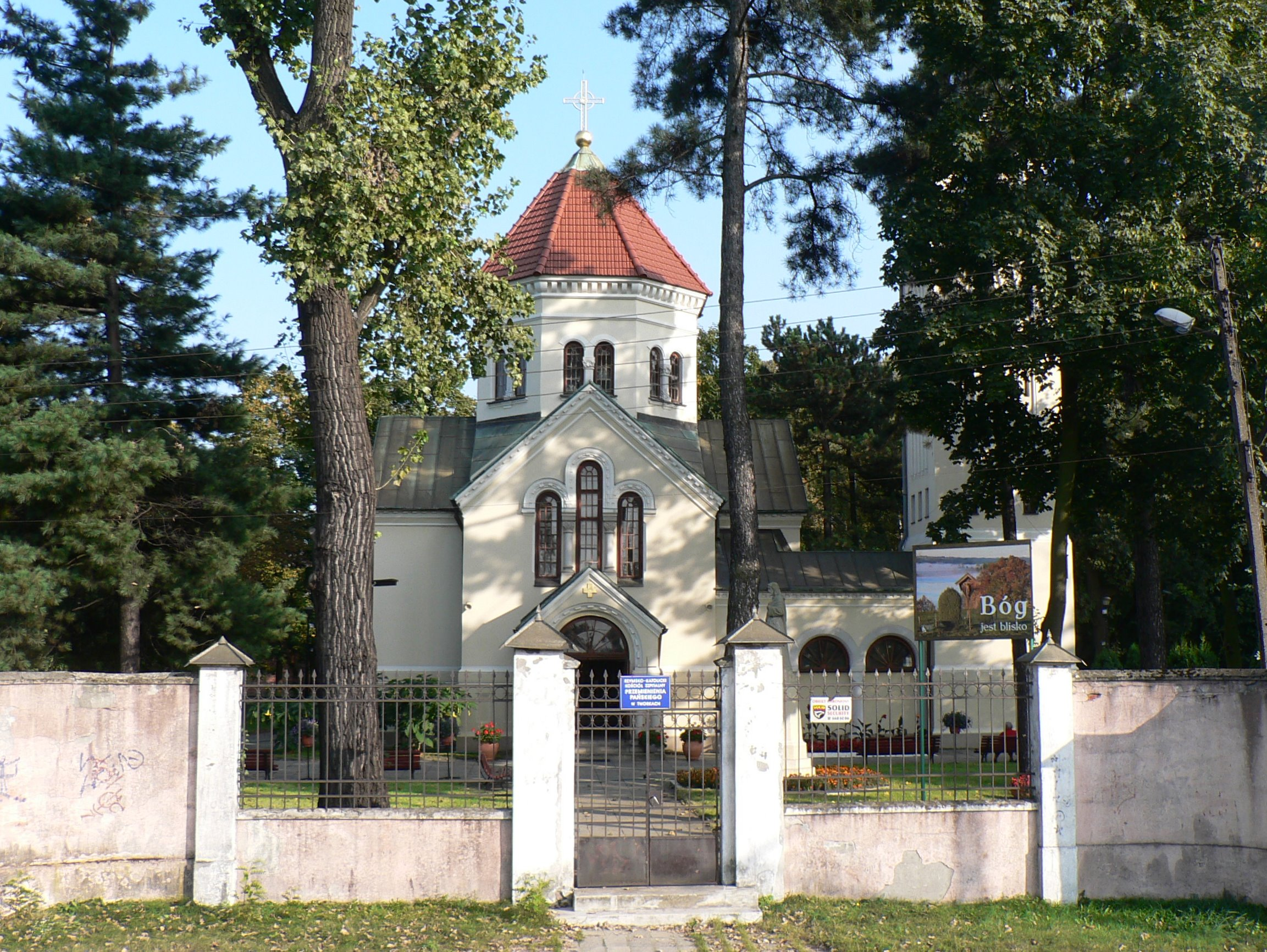
Kościół pw. Przemienienia Pańskiego w Tworkach